# Доній Селковаць
Доній Селковаць (хорв. Donji Selkovac) — населений пункт у Хорватії, у Сисацько-Мославинській жупанії у складі міста Глина.

## Населення
Населення за даними перепису 2011 року становило 1 осіб.
Динаміка чисельності населення поселення:

## Клімат
Середня річна температура становить 10,73 °C, середня максимальна – 25,35 °C, а середня мінімальна – -6,26 °C. Середня річна кількість опадів – 1026 мм.
| Клімат поселення                              | Клімат поселення | Клімат поселення | Клімат поселення | Клімат поселення | Клімат поселення | Клімат поселення | Клімат поселення | Клімат поселення | Клімат поселення | Клімат поселення | Клімат поселення | Клімат поселення | Клімат поселення |
| Показник                                      | Січ.             | Лют.             | Бер.             | Квіт.            | Трав.            | Черв.            | Лип.             | Серп.            | Вер.             | Жовт.            | Лист.            | Груд.            |                  |
| Середній максимум, °C                         | 7,04             | 8,90             | 13,43            | 17,65            | 22,17            | 25,35            | 24,50            | 23,74            | 20,24            | 15,34            | 9,42             | 5,52             |                  |
| Середня температура, °C                       | 0,38             | 2,25             | 6,77             | 11,01            | 15,54            | 18,72            | 20,38            | 19,61            | 16,12            | 11,21            | 5,31             | 1,40             |                  |
| Середній мінімум, °C                          | −6,26            | −4,4             | 0,13             | 4,36             | 8,88             | 12,06            | 16,26            | 15,50            | 12,02            | 7,10             | 1,19             | −2,72            |                  |
| Норма опадів, мм                              | 63               | 61               | 72               | 84               | 88               | 97               | 90               | 92               | 96               | 99               | 104              | 80               |                  |
| Середньомісячна швидкість вітру, м/с          | 1.64             | 1.80             | 2.20             | 2.10             | 1.90             | 1.76             | 1.70             | 1.60             | 1.55             | 1.60             | 1.70             | 1.70             |                  |
| Середньомісячна сонячна радіація, кДж/м²·день | 4272             | 7009             | 10588            | 15083            | 19276            | 21302            | 22567            | 19484            | 14320            | 8931             | 4716             | 3480             |                  |
| --------------------------------------------- | ---------------- | ---------------- | ---------------- | ---------------- | ---------------- | ---------------- | ---------------- | ---------------- | ---------------- | ---------------- | ---------------- | ---------------- | ---------------- |
| Джерело:                                      |                  |                  |                  |                  |                  |                  |                  |                  |                  |                  |                  |                  |                  |